# Övre Kvarnflyn
Övre Kvarnflyn är en sjö i Krokoms kommun i Jämtland och ingår i Indalsälvens huvudavrinningsområde.